# البريقة القديمة
البريقة القديمة أو كوزينثيون (بالإنجليزية: Kozynthion)‏ هي مستعمرة بشرية قديمة في شمال أفريقيا على الساحل الشمالي لليبيا أوجدها الفينيقيون والاغريق وقبائل الليبو من قبل والذين كانوا سكان ليبيا القدماء. كانت مستعمرة فينيقية ثم أصبحت مستعمرة إغريقية ضمن نطاق مملكة قورينائية المعروفة الواقعة اليوم في إقليم برقة وما جاوره، وبعد ذلك أصبحت مقاطعة رومانية، وهي تقع بين المقاطعات الليبية الثلاث: برقة، طرابلس، وفزان، وعلى هذا النحو كانت أيضًا مدينة تجارية مهمة للقوافل العابرة للصحراء القادمة من الصحراء وأفريقيا جنوب الصحراء الكبرى.

## التسمية
الاسم القديم للمستوطنة الرومانية التي تقع اليوم في محيط البريقة الحالية، هو كوزينثيون، ويقع فيها أبراج البوريوم (أبو قرادة) والمستوطنة، تقع على بعد 80 كم غرب كورنيكلايم أي أجدابيا، وتدل الآثار البسيطة الموجودة بمنطقة البريقة على وجود بعض المستوطنات البشرية التي تواجدت في المنطقة في فترات مختلفة، فعلى ساحل البحر يوجد ميناء صغير يحيط به سور هو عبارة عن عدة غرف محفورة في الصخر وحسب الدراسات التي أجريت عليه، فان البناء يرجع الي العصر الروماني والإغريقي ويسمى بقصر بوقرادة أو بوريوم حسب التسمية العلمية، كما يوجد بالمنطقة عدة آثار المباني صغيرة يبدو أنها كانت عبارة عن مزارع ترتبط بالميناء ويوجد جنوب مدينة البريقة الجديدة بحاولي 6 كم بناء حجري مربع الشكل يسمى قسر العطالات وتم بناءه بعد الفتح الاسلامي وتمتلك البريقة ساحل على البحر الأبيض المتوسط من ما جعلها مركز مهم وحيوي.

## التاريخ
في القرن الخامس للميلاد، هدد الاتحاد القبلي لقبائل الليبو الامبراطورية الرومانية في اقليم برقة أو مايعرف بقورينائية. تصف نصوص مثل الرسالة 73 من سينسيوس القوري، المكتوبة عام 409، مشاكل السكان الذين شعروا بأن الحكومة المركزية هجرتهم. ليس من الواضح تمامًا إلى أي مدى وصل الغزاة بالفعل، لكن الأزمة كانت شديدة. على سبيل المثال، تم الانسحب عن قورينائية.وتراجع قوات الامبراطورية الرومانية بعد ثورات عديده على تلك القوه المستعمره للبلادوبعد أكثر من قرن من الزمان، أرسل الإمبراطور البيزنطي جستينيان الأول (527-565) للميلاد حاميات إلى بارايتونيوم (مرسى مطروح الحديثة) وأنتيبرغون (طبرق)، وتعرف هذه الحملة العسكرية با إعادة التنظيم باسم أنانوسيس. كما قام بتحصين بتوليمايس طلميثة، وارسنوي وهيسبيريديس (بنغازي الحديثة)، ومكان يسمى بورومو الذي تم تحديده من قبل ريتشارد غودتشايلد إلى شمال شرق مرسى البريقة الحديثة.

## ذكر المنطقة من بعض المؤرخين

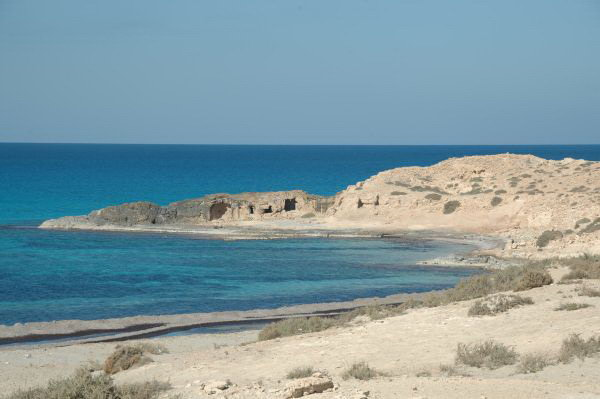
قصر بوقرادة أو بوريوم: اسم قلعة بيزنطية في ليبيا الحديثة، تسمى الآن بوقرادة.

كما ذكر المدينة بطليموس الأسكندراني ووصفها بروكوبيوس القيسراني:
هنا تضغط المرتفعات على بعضها البعض، وبالتالي تشكل حاجزًا من خلال ازدحامها، تغلق مدخل العدو بشكل فعال. هذه المدينة، التي كانت بدون جدار، الإمبراطور محاطة بدفاعات قوية للغاية، مما يجعلها آمنة قدر الإمكان للمستقبل ، مع جميع أنحاء البلاد حولها.بين اثنين من الموانئ، يمكن رؤية العديد من البقايا بوضوح، مثل جدار بخندق، ورصيف، ونفق من القلعة إلى الميناء الشرقي، وغرف صخرية، وهيكل كبير يسمى «معقل».

## الموقع من المدينة

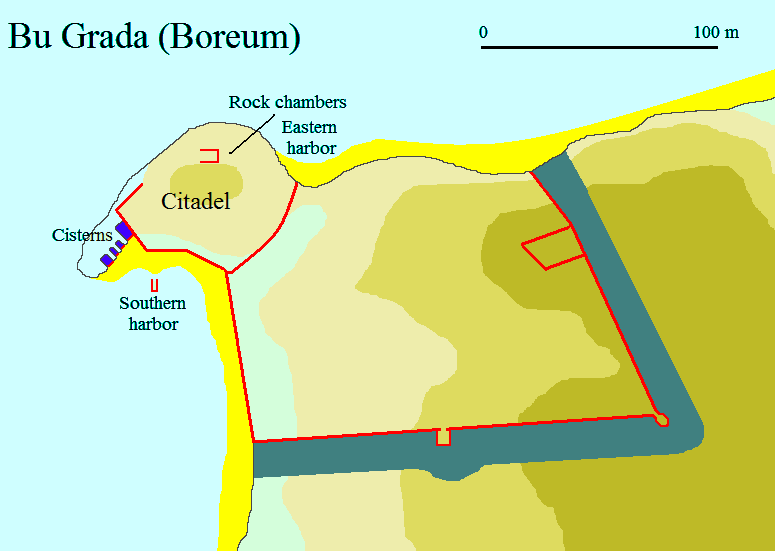
خريطة بوروم (بو جرادا) مرسى البريقة القديمة

يُعرف الموقع، الذي لم يتم حفره، محليًا باسم «قلعة بوقرادة». تقع على بعد 12¾ كم شمال شرق مرسى البريقة. يجب أن تغادر الطريق الرئيسي على بعد حوالي 8½ كيلومتر شرق هذه المدينة، ثم انعطف إلى اليسار، ثم اتجه فورًا إلى اليمين، واستمر في اتجاه الشمال (شمال غرب لاحقًا) لمسافة 4 كم تقريبًا، وبمجرد وصولك إلى الساحل، اتجه يمينًا وتواصل إلى الشمال الشرقي لمسافة 4½ كم. زيارة الموقع لا تخلو من الخطر، حيث توجد العديد من الصهاريج القديمة المخفية تحت الكثبان الرملية.